# Опава (Вељки Кртиш)
Опава (слч. Opava) насељено је мјесто са административним статусом сеоске општине (слч. obec) у округу Вељки Кртиш, у Банскобистричком крају, Словачка Република.

## Становништво
| Година:    | 1994. | 2004. | 2014. | 2024.    |
| ---------- | ----- | ----- | ----- | -------- |
| Број људи: | 125   | 120   | 126   | 110      |
| Разлика:   |       | -4 %  | +5 %  | -12,69 % |

| Година:    | 2023. | 2024.   |
| ---------- | ----- | ------- |
| Број људи: | 111   | 110     |
| Разлика:   |       | -0,90 % |

Према подацима о броју становника из 2011. године насеље је имало 129 становника.